# Wicky Junggeburth
Wicky Junggeburth (Keulen, 17 september 1951) is een Duitse presentator bij de WDR, dialectzanger en commentator van de Keulse Rosenmontagszug (carnavalsoptocht).

## Geschiedenis
Junggeburth groeide op in Keulen. Tijdens zijn schooltijd verhuisde hij in 1962 naar Bergisch Gladbach. In 1968 startte hij een opleiding tot middenstander. In 1990 trad hij bij tot de Kölner Karnevalsgesellschaft Nippeser Bürgerwehr von 1903. In 1993 was hij samen met Karl Petry en Artur Tybussek prins in het Kölner Dreigestirn (een boer, een Prins Carnaval en een jonkvrouw). Hier zong hij het carnavalslied Eimol Prinz zo sin, dat werd gecomponeerd door Dieter Steudter van Die 3 Colonias. In hetzelfde jaar werd hij senaatspresident van de Bürgerwehr.
Zijn een week durende vertegenwoordiging in 1994 bij Die 3 Colonias was doorslaggevend voor het begin van zijn podiumcarrière in 1995. Sinds 2000 presenteert hij met ondersteuning van Bruno Eichel (inmiddels overleden, 2016), Wolfgang Nagel, Marita Köllner en Guido Cantz de Keulse Rosenmontagszug voor de WDR.